# ستيوارت هاميلتون (موظف مدني)
ستيوارت هاميلتون (بالإنجليزية: Stuart Hamilton)‏ هو موظف مدني أسترالي، ولد في 31 مارس 1950 في هوبارت في أستراليا.